# Stactolaema leucotis
El barbudo orejiblanco (Stactolaema leucotis) es una especie de ave en la familia Lybiidae (barbudos africanos).
Se lo encuentra en Kenia, Malawi, Mozambique, Sudáfrica, Suazilandia, Tanzania, y Zimbabue.

## Galería

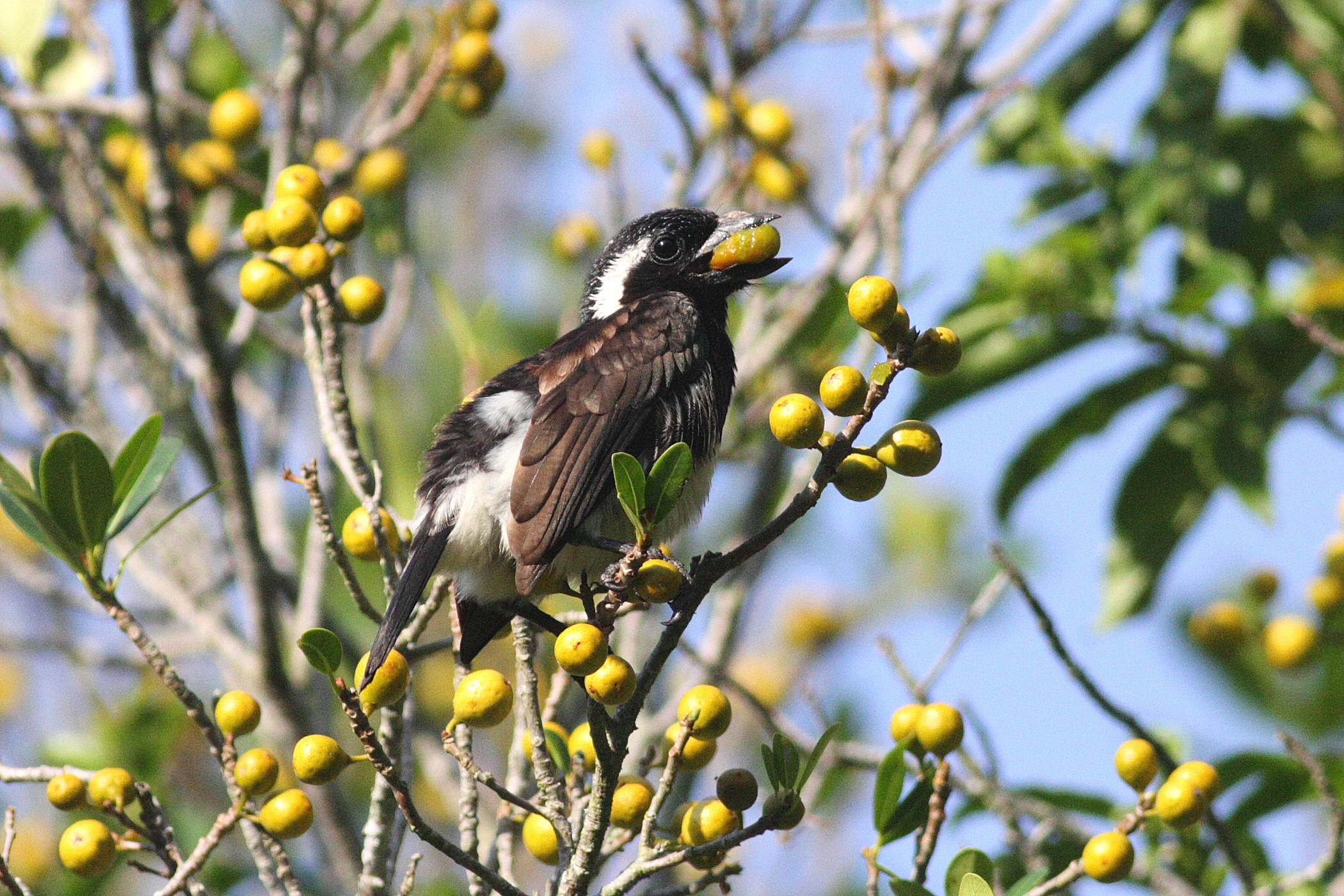
Alimentándose con fruta